# Puchar Polski w piłce siatkowej kobiet (1970/1971)
Puchar Polski w piłce siatkowej kobiet 1970/1971 (Puchar Polski o "Puchar Sportowca") – 15. sezon rozgrywek o siatkarski Puchar Polski, rozgrywany od 1932 roku.

## Klasyfikacja końcowa
| Miejsce | Drużyna          |
| ------- | ---------------- |
| 1.      | Start Łódź       |
| 2.      | Płomień Milowice |
| 3.      | Legia Warszawa   |
| 4.      | Odra Wrocław     |
| 5.      | Spójnia Gdańsk   |
| 6.      | Polonia Świdnica |